# Чорнобог

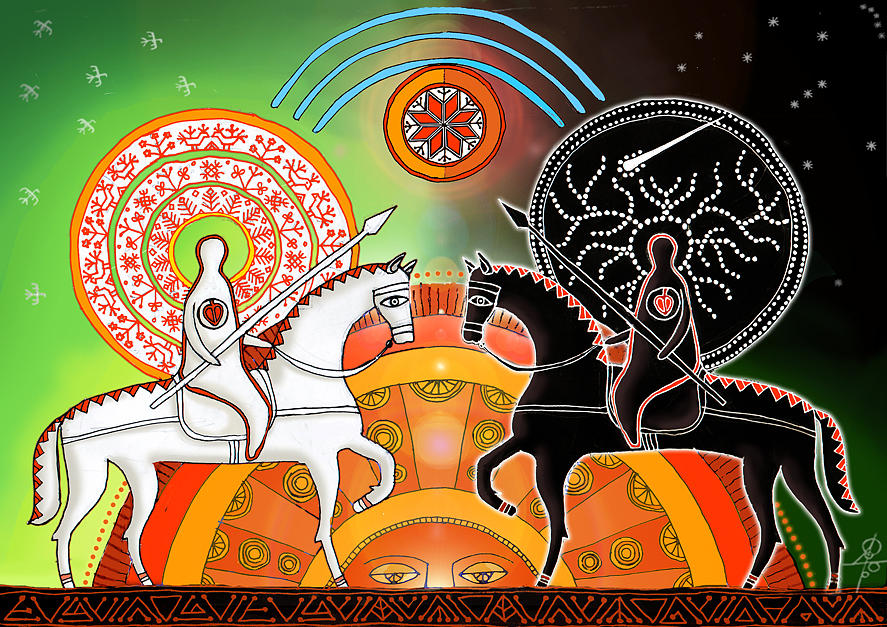
Сучасна ілюстрація: Білобог протистоїть Чорнобогу

Чорнобо́г — у язичницькій міфології слов'ян персонаж, який приносить нещастя, творець усього злого та шкідливого. Гіпотетично — язичницький бог, хоча це оскаржується більшістю сучасних дослідників. Чорнобог міцно асоціюється з чорним кольором, ніччю. Зазвичай згадується у парі зі своїм суперником Білобогом. У християнську добу протистоянню Білобога та Чорнобога відповідає протистояння Бога та Сатани (чорта).

## Образ і функції
Російських історик і композитор Олександр Фаміцин вважав, що нижній ярус Збручанського ідола зображає Чорнобога. Тамтешня фігура різко контрастує зі спокійними ликами інших богів: цей персонаж вусатий, він шкірить зуби, перебуваючи під вагою землі.
Російський історик, археолог Артемій Арциховський з Чорнобогом асоціював змія, котрий, згідно з переказами, сидить біля коріння світового дерева у Вирії чи на острові Буяні.

## Писемні згадки
У «Слов'янській хроніці» XII століття хроніст Гельмольд описав ритуал західних слов'ян, пов'язаний із Чорнобогом:

Є у слов'ян дивовижне марновірство. А саме: під час бенкетів і узливань вони пускають по колу жертовну чашу, вимовляючи при цьому, не скажу благословення чи скоріше заклинання від імені богів, а саме доброго бога і злого, вважаючи, що всі успіхи добрим, а всі нещастя злим богом спрямовані. Злого бога вони своєю мовою називають дияволом, або Чорнобогом, тобто чорним богом, через те.
Оригінальний текст (лат.)
Est autem Slavorum mirabilis error; nam in conviviis et compotacionibus suis pateram circumferunt, in quam conferunt, non dicam consecracionis, sed execracionis verba sub nomine deorum, boni scilicet atque mali, omnem prosperam fortunam a bono deo, adversam a malo dirigi profitentes. Unde etiam malum deum lingua sua Diabol sive Zcerneboch, id est nigrum deum, appellant.
— Helmoldo de Bosau, Chronica Slavorum. Libro I, 52
Чорнобога згадує Петр Альбін у «Міснейській хроніці» 1590 року:
Слов'яни тому шанували Чорнобога як зле божество, що вони уявляли, ніби всяке зло перебуває в його владі, і тому просили його про помилування, вони втихомирювали його, щоб у цьому або загробному житті не завдав він їм шкоди.— Petrus Albinus. Meißnische Land- und Berg-Chronica

## У (псевдо)фольклорі
Російський філолог Микола Квашин-Самарін стверджував, що в міфологічних переказах поморських слов'ян щоразу коли Білобог («Господь») щось створює і лягає потім відпочити, Чорнобог намагається зіпсувати його роботу чи вбити Білобога. Спершу обоє плавають в «морі-океані» в подобі двох гоголів — білого та чорного. Білобог просить Чорнобога дістати із дна піску та створює сушу. Проте Чорнобог ховає трохи піску в роті і потім випльовує, створюючи гори. Потім Чорнобог створює військо бісів, щоб убити Білобога, але той створює власне військо; обоє борються в небі 40 днів і 40 ночей. Чорнобог з своїми бісами падають на землю, але Чорнобог встигає викрасти сонце. Білобог посилає Перуна повернути сонце, той заморожує море, в якому купався Чорнобог. Однак, Чорнобог звільняється з-під криги та хапає Перуна за ногу, видерши шматок плоті. Білобог, щоб утішити Перуна, створює людей з таким же каліцтвом — тому людські стопи ввігнуті; з тієї ж причини «біг» блискавок, якими керує Перун, кривий. Подібний сюжет за участю Бога та чорта відомий в українців (див. статтю про чорта).

## Культ Чорнобога

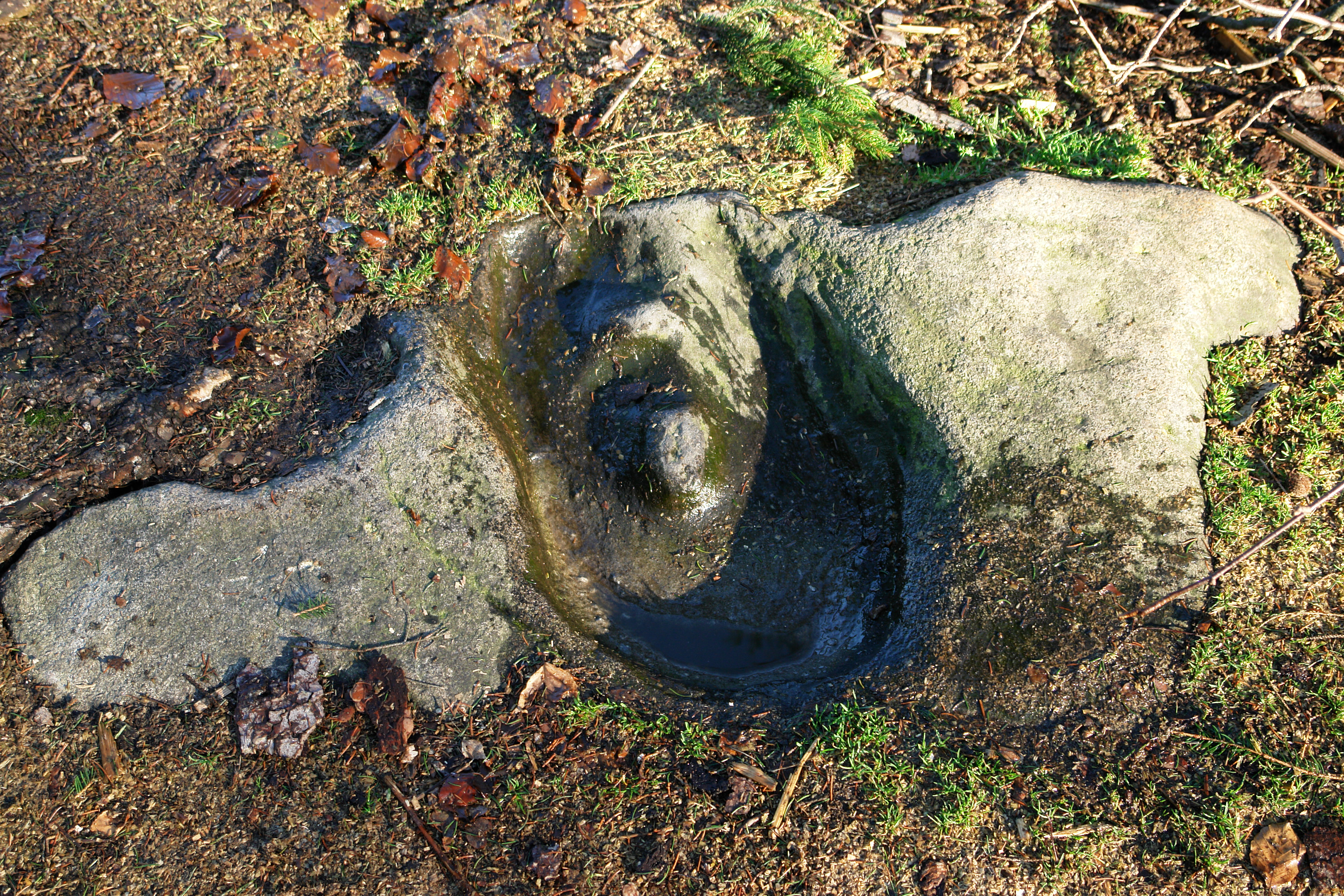
«Слід диявола» на горі Чорнобог

У хроніках Гельмольда та Петра Альбіна стверджувалося, що Чорнобог згадувався в закляттях і його намагалися задобрити, щоб відвернути шкоду.
Ім'я Чорнобога імовірно відображене в таких топонімах на території України, як гора Чорнобожа біля смт Вільшана на Черкащині та колишнє село Чорнобожна на Тернопільщині. На землі лужицьких сербів, поблизу Будишина (сучасна Німеччина), є дві сусідні гори — Білобог і Чорнобог. З парою Білобог-Чорнобог пов'язуються назви сусідніх сіл Черніковіце та Белбожице в Чехії.

## Трактування образу
Щодо автентичності культу Чорнобога та Білобога серед дослідників немає єдиної думки. Деякі дослідники вважають, що обидва бога є вигадкою Гельмольда, деякі припускають існування цих богів у віруваннях як самостійних персонажів, інші вважають, що Чорнобог і Білобог є прізвиськами інших богів.
Язичницький бог. На думку російських дослідників Дмитра Гаврилова та Станіслава Єрмакова, Чорнобог утілює поширений мотив суперництва творця та шкідника, а в образі Білобога слід бачити Святовита. Чорнобог у їхньому трактуванні є підземним богом і виконував якісь функції посмертного суду, подібно до грецького Аїда та римського Плутона. Дослідники пропонували давньоіранське походження пари Білобога та Чорнобога та називали їх відповідникаим зороастристських Ахура Мазди й Арімана.
Літературознавець Микола Ільницький вбачав у Чорнобогові аналог диявола, ібліса та дива.
Язичницька персоніфікація. На думку польських істориків Александра Ґейштора та Анджея Шиєвського, Чорнобог — це радше не повелитель зла, а його уособлення; інше ім'я чорта, біса чи поганої долі.
Чеські історики Мартін Пітро, Петр Вокач і польський історик Станіслав Росик погоджувалися щодо Чорнобога як уособлення поганої долі.
Язичницько-християнський персонаж. За версією польського філолога Александера Брюкнера, Чорнобог виник під впливом християнства, зокрема середньовічних зображень диявола як чорного демона, подібно як пруський бог Пеколс виник від польського piekło («пекло»). Польський історик Генрик Ловмянський дотримувався такої ж думки та зазначав, що Чорноглав, згаданий в ісландській Сазі про Інґлінґів, є «цвинтарним перетворенням Чорнобога».
Український філолог, історик церкви Митрополит Іларіон пояснював, що сюжет про створення духовного світу й душі добрим богом, а матеріального світу злим, з'явилася в українців під впливом болгарського богомильства, тобто, в період близько X—XV століть.
Польський релігієзнавець Анджей Шиєвський стверджував, що Чорнобог — це епітет диявола.
Польський лінгвіст Станіслав Урбанчук припускав, що Гельмольд, ймовірно, потрактував язичницькі вірування на свій розсуд, приписавши їм християнські риси. Або, що також ймовірно, язичники вже тоді зазнали впливу християнства.
Псевдоязичницький персонаж з язичницькою основою. Російський історик Ярослав Горбачов доводив, що існування Чорнобога як персонажа вірувань не викликає сумнівів, але ареал цих вірувань був дуже малим і майже не виходив за межі Мекленбурга та Померанії — територій, заселених західними лехітськими та поморськими племенами. Згадки Чорнобога на території України він пояснював містифікаціями романтиків, а не залишками давніх вірувань. Як пояснював дослідник, місце Чорнобога в віруваннях слов'ян було надто мізерним, аби порівнювати його з персонажами зороастризму, маніхейства чи богомильства.
Польський історик Міхал Лужинський пропонував версію, що частка «-бог» означає «доля». Таким чином численні топоніми, сенс яких зводиться до «чорний бог», зовсім не свідчать про існування персонажа з подібним іменем. Вже пізніше «чорний бог» стало епітетом Сатани.

## У популярній культурі
Чорнобог є одним із персонажів музичної композиції «Славлення Чорнобога» (рос. Славление Чернобога, 1872) з незакінченої опери «Млада» російського композитора Модеста Мусоргського.
Персонаж Чернабоґ (англ. Chernabog) фігурує діснеївському мультфільмі «Фантазія» (1940) та епізодично з'являється в інших фільмах тієї ж кінокомпанії. Образ Чернабоґа розробив на основі позування Бели Лугоші Білл (Володимир) Титла — американський аніматор із середовища українських емігрантів.
У книзі американського письменника Ніла Ґеймана «Американські боги» (2001) та її екранізації (2017) Чернобоґ (англ. Czernobog) веде в сучасному світі життя забійника худоби та мешкає в занедбаній квартирі з трьома сестрами, богинями Зорями. В коміксах Marvel є супергерой Чернобоґ (англ. Chernobog), який належить до команди російських супергероїв. У творах польського письменника Анджея Сапковсього про Відьмака та їхній екранізації від Netflix, чернобогом (англ. chernobog) називається різновид чудовиськ, подібних на драконів. «Чорнобог» (1990) — роман американської письменниці Керолайн Черрі. Чорнобог є одним з персонажів роману «Зворотній бік Сутіні» (2016) української письменниці Дари Корній.
Чернобоґ/Черунобоґу (англ. Chernobog/яп. チェルノボグ) у серії відеоігор Shin Megami Tensei — це регулярний персонаж, один з високорангових ворогів. У відеогрі Blood (1997) Чернобоґ (англ. Tchernobog) — це головний антагоніст, який також фігурує в Blood II: The Chosen (1998). При тому, що він лиходій, описується як необхідна для існування всесвіту руйнівна сила. Чудовисько чернобоґ є серед ворогів у грі Final Fantasy XIV (2010). У Smite (2014) можна грати за Чернобоґа. Це був перший персонаж зі слов'янського пантеону, доданий у гру. В Arknights (2019) назву Чернобоґ має столиця держави Урсус — фантастичного аналога Російської імперії. Місто постраждало від катастрофи, схожої на Чорнобильську. В Resident Evil Village (2021) паразитичний гриб, який заразив румунське село, згадується як «Чорний Бог» (англ. Black God).